# 长节小剑水蚤
长节小剑水蚤（学名：Microcyclops longiarticulatus）为剑水蚤科小剑水蚤属的动物，是中国的特有物种。分布于广东、云南、浙江等地，主要栖息于小型水域及河流的沿岸带。